# دو یتیم (فیلم ۱۹۱۵)
دو یتیم (انگلیسی: The Two Orphans) یک فیلم صامت عاشقانه گمشده به کارگردانی هربرت برنون است که در سال ۱۹۱۵ منتشر شد. از بازیگران این فیلم می‌توان به ثیدا بارا و هربرت برنون اشاره کرد.